# Michael Leighton
Michael Leighton, född 19 maj 1981, är en kanadensisk professionell ishockeymålvakt som tillhör NHL-laget Vancouver Canucks och spelar för deras farmarlag Utica Comets i AHL.
Han har tidigare spelat på NHL-nivå för Carolina Hurricanes, Chicago Blackhawks, Columbus Blue Jackets, Philadelphia Flyers, Montreal Canadiens och Nashville Predators och på lägre nivåer för Ontario Reign, Wilkes-Barre/Scranton Penguins, Chicago Wolves, Syracuse Crunch, Charlotte Checkers, Rockford IceHogs, Adirondack Phantoms, Albany River Rats, Philadelphia Phantoms, Portland Pirates, Rochester Americans och Norfolk Admirals i AHL samt Windsor Spitfires i OHL.
Leighton draftades i sjätte rundan i 1999 års draft av Chicago Blackhawks som 165:e spelare totalt.
14 november 2017 blev han tradad av Lightning, tillsammans med Tye McGinn, till Arizona Coyotes i utbyte mot Louis Domingue. En månad senare, 19 december, tradade Coyotes Leighton, och ett fjärdeval i draften 2019, till Pittsburgh Penguins i utbyte mot Josh Archibald, Sean Maguire och ett sjätteval i draften 2019.

### Fotnoter
1. ↑  ”Lightning acquire goaltender Louis Domingue from Arizona” (på amerikansk engelska). NHL.com. https://www.nhl.com/lightning/news/lightning-acquire-goaltender-louis-domingue-from-arizona/c-292964498. Läst 18 december 2017.
2. ↑  ”Pens Acquire Goaltender Michael Leighton and 2019 Fourth-Round Draft Pick” (på amerikansk engelska). NHL.com. https://www.nhl.com/penguins/news/penguins-trade-for-leighton/c-294172860. Läst 20 december 2017.